# Ojos de Mar
Les Ojos de Mar, également appelés Ojo de Tolar, est un site de l'extrême Nord-Ouest de l'Argentine comprenant 3 à 6 petits plans d'eau de soude et salés. Ils sont situés à haute altitude, près de la ville de Tolar Grande, et constituent une attraction touristique importante. Ils sont habités par des micro-organismes extrémophiles d'intérêt pour la biotechnologie ; des stromatolites y ont également été trouvés.

## Géographie
Les Ojos de Mar sont au nombre de trois ou six petits étangs, profonds de 3 à 8 m, caractérisés par une couleur bleu-turquoise dans un paysage désertique salé blanc sous un ciel bleu vif. Ils se trouvent à une altitude de 3 510 m, à 4 km de la ville de Tolar Grande et à 380 km à l'ouest de la ville de Salta.
Leur eau est extrêmement salée et alcaline et leur couleur change en fonction de l'angle du Soleil sur les eaux claires. Les plans d'eau sont remplis d'eau provenant des roches environnantes qui s'évapore dans les Ojos de Mar. Le nom, Ojos de mar (« Yeux de mer » en espagnol), peut faire référence à la couleur et à la salinité de l'eau qui ressemble à la mer. Il est possible que les plans d'eau aient été découverts par les Espagnols, lors de leur traversée des Andes. Malgré leur nom et leur apparence, ils ne sont pas d'origine marine. La température de l'eau avoisine les 14 °C et la couleur turquoise est due à la lumière du Soleil réfléchie par le fond des plans d'eau. On note la présence de gypse et de halite,.

## Tourisme
Les Ojos de Mar sont l'une des principales attractions touristiques de Tolar Grande. Le train touristique Tren a las Nubes (train des nuages) passe par Tolar Grande où une route mène à un parking,. L'environnement des plans d'eau est fragile et les visiteurs sont donc découragés de s'approcher de trop près, également parce que le sol est instable. Les autres attractions touristiques de Tolar Grande sont les volcans Llullaillaco, Socompa et le Cono de Arita. On trouve dans la végétation locale les tola et les yareta, et dans la faune sauvage, des vigognes.

## Intérêt scientifique
Les Ojos de Mar présentent un riche assemblage de micro-organismes, y compris des extrémophiles, dans leurs eaux qui ont été analysés par des méthodes bio-informatiques. L'écosystème a été désigné comme « écosystème microbien d'évaporites de gypse » ; il s'agit de biofilms ou d'écosystèmes microbiens endolithiques associés à des gisements d'évaporites.
Ils présentent également un intérêt scientifique en raison des stromatolithes qui s'y dressent — les stromatolithes sont les plus anciennes traces de vie sur la planète qui, il y a au moins 3,4 milliards d'années, ont contribué à diffuser l'oxygène dans l'atmosphère —. Leur découverte en 2009 a attiré l'attention des médias et, en 2011, elle a conduit le gouvernement de la province de Salta à déclarer zone protégée le site, ainsi que le lac Laguna Socompa où se trouvent des stromatolithes similaires.

## Importance biotechnologique
De manière générale, l'Altiplano argentin compte un certain nombre de lacs de haute altitude, situés entre 3 000 à 6 000 m, qui se caractérisent par des conditions environnementales extrêmes : ensoleillement extrêmement élevé, températures basses, grands changements de température entre le jour et la nuit ou encore une salinité extrêmement élevée de leurs eaux, en raison des taux d'évaporation élevés et de l'accumulation d'éléments toxiques, tels que l'arsenic,. Pour cette raison, les plantes et les animaux y sont rares et les micro-organismes extrémophiles supportant ces conditions difficiles constituent une grande partie du biote. Ces organismes pourraient être utilisés pour obtenir des enzymes qui pourraient être utiles pour les processus industriels, telles que des enzymes résistantes ou exploitant le rayonnement ultraviolet comme les photolyases et les antioxydants qui protègent les cellules des dommages oxydatifs. Ces composés et protéines pourraient aussi être utilisés en médecine et dans l'industrie cosmétique.

## Galerie

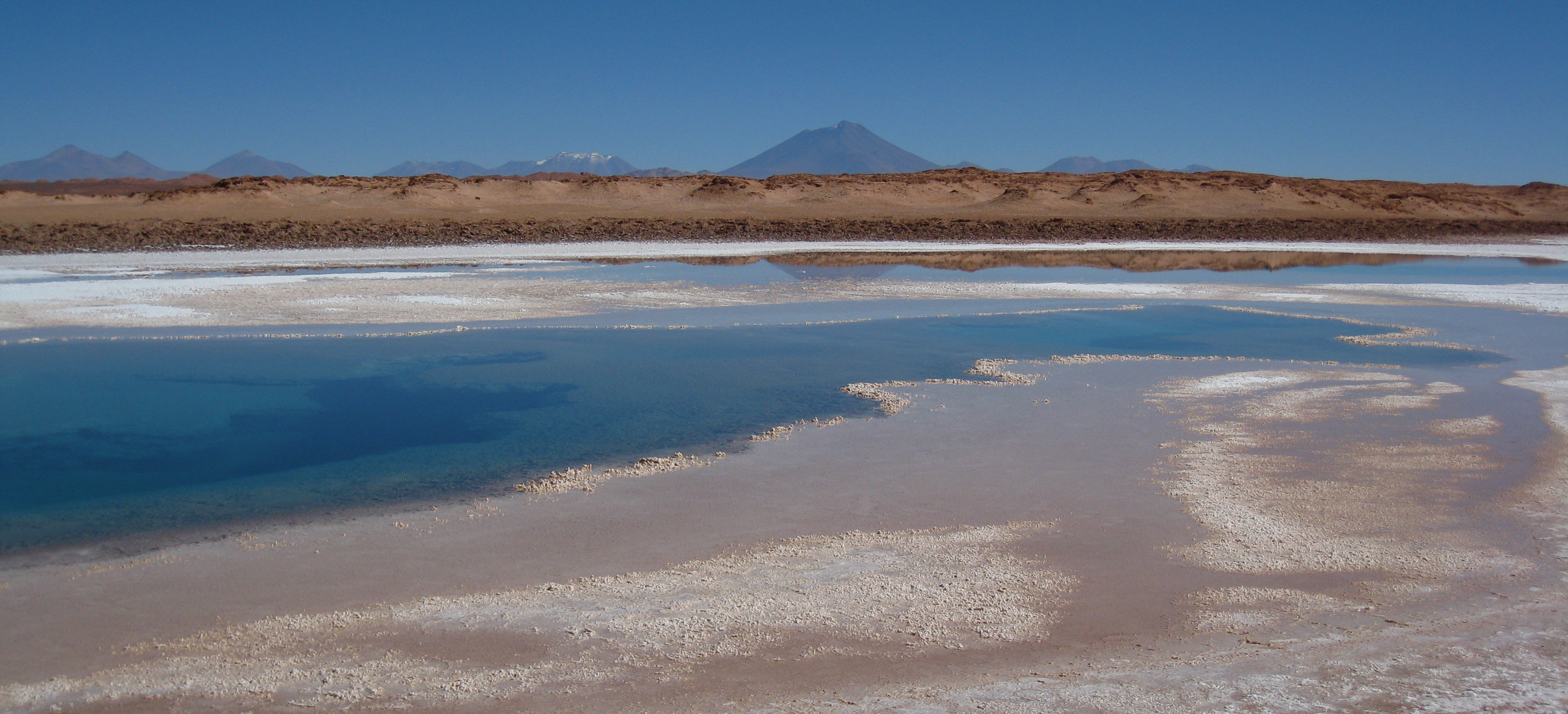
Ojos de Mar. Le volcan Aracar s'élève en arrière-plan.
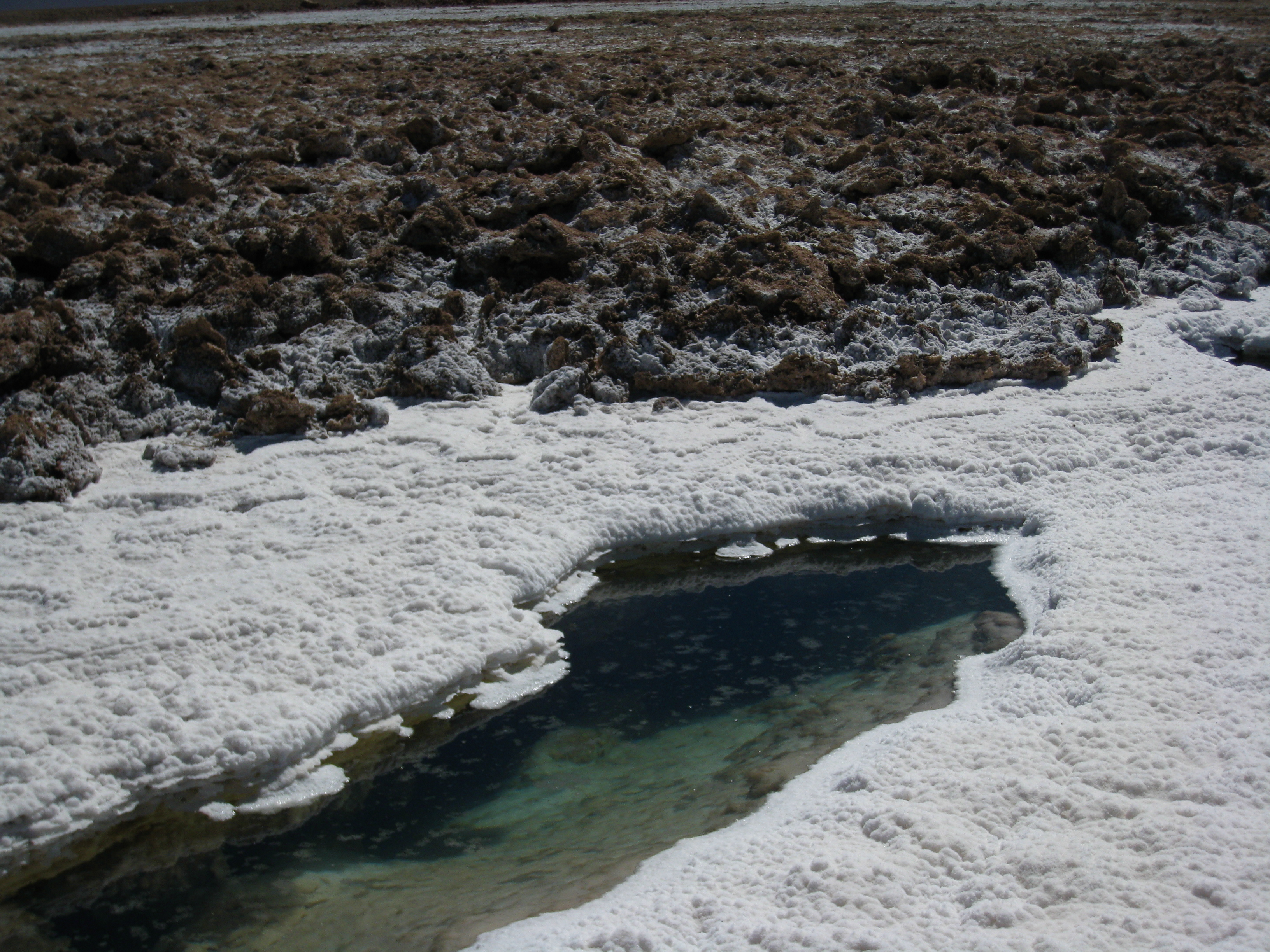
Un étang plus petit.
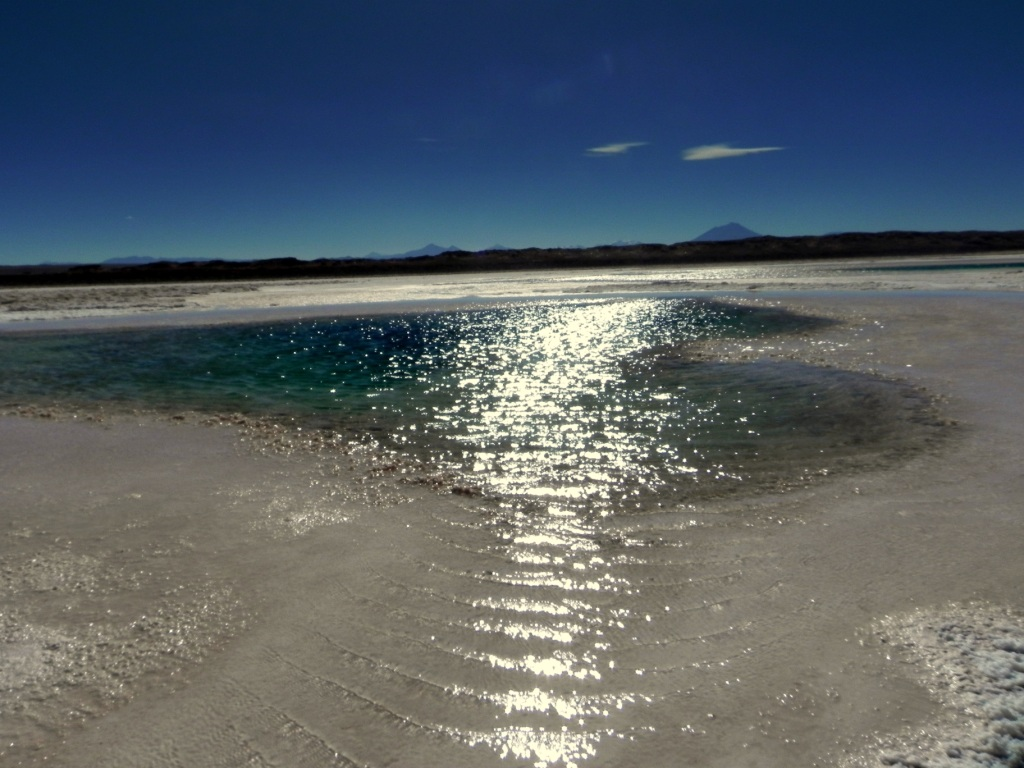
La surface de l'eau d'Ojo de Mar au ciel.
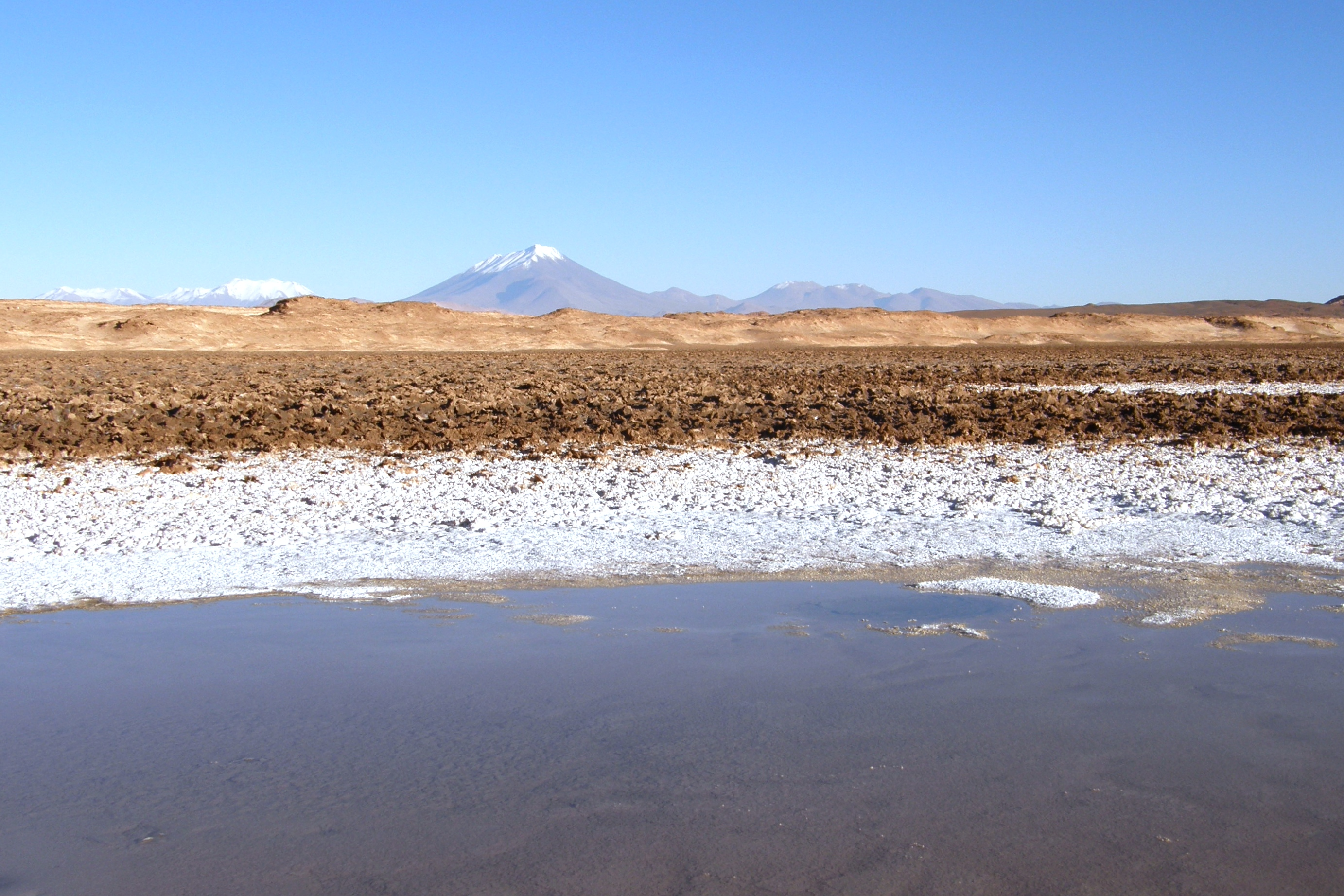
Salar de Tolar Grande, avec le volcan Aracar couvert de neige en arrière-plan.